# Ге, Ханс-Петер
Ханс-Питер Ге (нем. Hans-Peter Geh; род. 11 февраля 1934, Франкфурт-на-Майне, Германия) — немецкий библиотековед и библиотечный деятель.

## Биография
Родился 11 февраля 1934 года во Франкфурте-на-Майне. Изучал английскую литературу, историю и политологию в университетах Германии и Англии. В 1962 году окончил библиотечную школу и в том же году устроился в университетскую библиотеку Франкфурта-на-Майне, затем возглавил библиотечную школу там же. В 1970 году был избран директором Вюртембергской земельной библиотеки, данную должность он занимал вплоть до 1997 года. С 1997 года — на пенсии.

## Научные работы
Основные научные работы посвящены библиотековедению.

## Членство в обществах
- Президент Европейского фонда по библиотечной кооперации (1991—94).
- Президент ИФЛА (1985).
- Член Международной комиссии по восстановлению Александрийской библиотеки.